# إدارة المخلفات في كوريا الجنوبية
تنطوي إدارة المخلفات في كوريا الجنوبية على تقليل توليد المخلفات وضمان إجراء الحد الأقصى من عملية إعادة التدوير. يشمل هذا الأمر المعالجة المناسبة والنقل والتخلص من النفايات التي يجري جمعها. أُنشئ قانون إدارة المخلفات في كوريا الجنوبية في عام 1986، ليحل محل قانون حماية البيئة (1963) وقانون القذارة والتنظيف لعام (1973). هَدَفَ هذا القانون الجديد إلى تقليل توليد المخلفات العامة وفق التسلسل الهرمي للمخلفات (3 آرز [3Rs]) في كوريا الجنوبية. يفرض قانون إدارة المخلفات هذا نظام رسوم المخلفات القائم على الحجم، ويُعد فعالًا بالنسبة للمخلفات الناتجة عن الأنشطة المنزلية والصناعية (أو المخلفات الصلبة البلدية).
بدأ قانون إدارة المخلفات في تنظيم تدفق تولد المخلفات المنهجية من خلال المبادئ الأساسية في ممارسات إدارة المخلفات، وذلك من الحد من المخلفات إلى التخلص منها. شجع هذا القانون أيضًا على إعادة التدوير والحفاظ على الموارد من خلال نظام استرداد الموارد ونظام إدارة مدافن النفايات بعد إغلاقها.

## إدارة المخلفات

### إدارة النفايات الصلبة
كيفت حكومة سول الحضرية (إس إم جي) السياسة الوطنية لإدارة المخلفات لتلبية طلبات تشكيل نظام محسن للتخلص من المخلفات في تسعينيات القرن العشرين. ركزت سول سياستها لإدارة المخلفات على الحد من توليد المخلفات والاستهلاك من أجل إرضاء العامة. لم تكن النفايات الصلبة في الأصل مصدر قلق بيئي في كوريا الجنوبية، إذ لم يكن هناك أي قلق مُتشكل بشأن المخاطر البيئية مع كمية المخلفات الصلبة التي يجري توليدها وإلقاءها في مدافن النفايات.
غيرت حكومة كوريا الجنوبية من الكمية التي توفرها خدمات التخلص من النفايات للتخلص من النفايات المنزلية على الرغم من الكمية الكبيرة التي تتولد. كان هذا مهمًا خلال الطفرة الاقتصادية الكورية التي خلقت زيادة في إنتاج النفايات الصلبة البلدية. زادت كمية النفايات الصلبة البلدية المتولدة بين عامي 1970 و1990 من 12,000 طنًا وحتى 84,000 طنًا في اليوم، ما أدى إلى بُزوغ قضايا التخلص من النفايات في كوريا الجنوبية. ساهم انخفاض معدل إعادة التدوير وزيادة توليد النفايات الصلبة بشكل كبير في التلوث البيئي. تلوثت اليابسة والمياه عندما اعتُمد على مدافن النفايات بشكل كبير، وتأثرت جودة الهواء أيضًا، إذ ساهمت مدافن النفايات في زيادة انبعاثات الغازات الخطرة مع حدوث حرائق غير متوقعة.

## إدارة المياه

### تلوث المياه
يُعد نهر ناكدونغ أحد الأنهار الرئيسية في كوريا الجنوبية، وهو مصدر رئيسي لمياه الشرب في مقاطعة غيونغسانغ. أدى النمو السكاني والتحول الصناعي على مدى العقود الماضية على طول نهر ناكدونغ إلى تلويثه، وأدت النفايات الصناعية والصرف الصحي بدورها، إلى جانب الصرف الحضري والزراعي، إلى تدهور حالة النهر البيئية.
تسبب انفجار مصنع كيميائي في 1 مارس من عام 2008 في تسرب الفينول إلى نهر ناكدونغ، بالإضافة لتسرب مواد سامة، ما أدى إلى مخاوف صحية كبيرة للعامة. وجدت الاختبارات أيضًا أن الميثانال تسرب أيضًا إلى النهر، لكنها خلصت إلى أن المواد الضارة قد جرى تخفيفها بزيادة كمية المياه المُصرّفة. تُعد هذه المرة الثانية التي يُلوث فيها النهر بالفينول.
نتج تسرب الفينول في عام 1991 عن انفجار أنبوب تحت الأرض، ما تسبب في تسرب الفينول النقي في النهر، وقد جعل هذا التسرب الكارثي بدوره المياه غير صالحة للشرب. كانت كوريا الجنوبية غير مبالية في السابق بإلقائها للنفايات في الماء والهواء. اكتشفت صحيفة ذا كوريا تايمز أيضًا الإغراق غير القانوني للنفايات غير السامة على طول نهر ناكدونغ بواسطة 343 مصنعًا. سرعان ما أصبحت جودة المياه أولوية، وتحسنت جودة المياه ببطء مع بناء محطات معالجة المياه.

### معالجة المياه
أريسو، وهي محطة لمعالجة المياه موجودة في سول. تُصنف بمثابة المصدر الآمن لمياه الصنبور لمواطني سول. تجلب محطة أريسو مياهها من نهر هان، وتُجري عدة اختبارات عليها لضمان أن تكون جودة المياه الصالحة للشرب على النحو الموصى به من قبل منظمة الصحة العالمية (دبليو إتش أو). تشمل المواد المختبرة الكلور والحديد والنحاس. تدير أريسو أيضًا معدل تدفق المياه بشكل منتظم، وتتحكم في جودة المياه في مراكز التنقية. بالإضافة إلى ذلك، تدير حكومة سول الحضرية العديد من محطات معالجة المياه ومراكز معالجة مياه الصرف الصحي لضمان تحسين جودة المياه.

## إعادة التدوير في كوريا الجنوبية
جونينجي [سياسة التخلص من النفايات في كوريا الجنوبية]، وهو نظام منظم لإدارة النفايات مُعد لجمع وإعادة استخدام النفايات والموارد بشكل فعال في كوريا الجنوبية. يجب فصل جميع النفايات إلى نفايات عامة أو نفايات طعام أو مواد قابلة لإعادة التدوير أو المواد ضخمة التي تتكون من النفايات التي تكون أكبر من أن تتناسب مع أكياس القمامة، مثل الأثاث والأجهزة الكهربائية والأدوات المكتبية. تتطلب هذه العناصر الضخمة ملصقات خاصة يمكن تأمينها من مكاتب المقاطعات. تُعد عملية إعادة التدوير عملية ضرورية في كوريا الجنوبية، ويجري تقسيم العناصر القابلة لإعادة التدوير وفقًا لنوع المواد، من الورق إلى اللدائن.